# Johan Gustaf Lagerbjelke

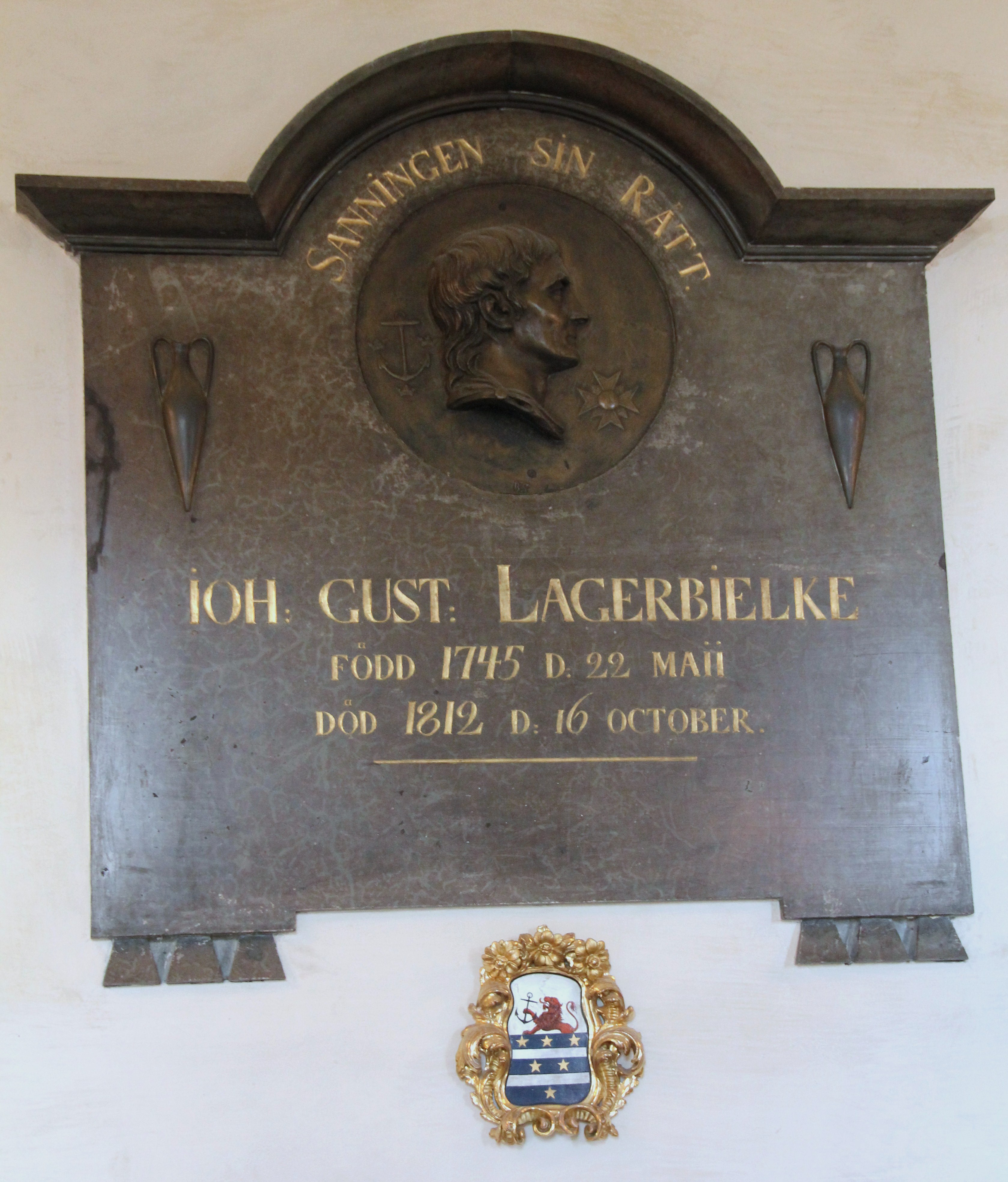
Epitafium över Lagerbjelke i Brännkyrka kyrka.

Johan Gustaf Lagerbjelke, född 22 maj 1745 i Karlskrona, död 16 oktober 1812, var en svensk greve, ämbetsman och sjömilitär.

## Biografi
Han var son till amiralen och riksrådet Axel Lagerbielke och hans första hustru Sofia Magdalena von Psilander. Liksom fadern ägnade han sig tidigt åt sjöyrket och gjorde, efter att 1762 ha blivit befordrad till löjtnant, en resa till Kanton i Kina 1765–1766. 1770 befordrades han till kapten och artillerilöjtnant vid galäreskadern i Stockholm. Han var 1771 initiativtagarna till instiftandet av Örlogsmannasällskapet i Karlskrona. 1774 utnämndes han till sjöartilleri- och bataljonsmajor samt erhöll överstelöjtnants fullmakt.
Vid den här tiden fick Lagerbielke även flera civila uppdrag, och insattes till ledamot av den kommitté som skulle undersöka ställningen av civil- och militärstaternas änke- och pupillkassor, till ordförande i direktionen av allmänna magasinsinrättningen, till ordförande i diskontverkets och generalassistanskonstorets direktioner, till ledamot i statsberedningen, till ordförande i beredningskommittén för krigskadademin på Karlberg m. m.
Under kriget 1788–1790 befordrad till chef över Stockholmseskadern av arméns flotta, och utnämndes efter kriget till chef på stat för samma flotta. Lagerbielke blev 1793 konteramiral av skärgårdsflottan, och samma år viceamiral. 1794 då storamiralsämbetet för arméns flotta inrättades, förordnades Lagerbielke till dess vice ordförande och utarbetade olika reglementen för arméns flotta. 1796 blev Lagerbielke hedersledamot av Krigsmannasällskapet som från 1805 kallades Krigsvetenskapsakademin.
Han blev 1797 chef för skärgårdsflottan och ordförande i den kommitté som i storamiralämbetets ställe sattes till överstyrelse för skärgårdsflottans förvaltning, varefter nya författningen rörande lotsvändendet utarbetades under Lagerbielkes ledning. 
Efter att vid riksdagen 1800 ha varit ledamot av lagutskottet, valdes han enhälligt av ridderskapet och adeln till fullmäktig i riksgäldskontoret, blev 1802 amiral i flottorna och 1803 chef för Förvaltningen av Sjöärendena, med värdighet av president. År 1804 blev han också ledamot av Kungliga Vetenskapsakademien. 
Lagerbielke blev 1808 ledamot av den kungliga beredning som förordnades i konseljens ställe och upphörde med revolutionen 1809, och var ledamot av Riksföreståndarens konselj, till denne vid nya regeringsformens antagande i juni 1809 upplöstes. Han utnämndes samma år till överamiral och upphöjdes i grevlig värdighet samt befordrades slutligen till president i kammarrätten 1811

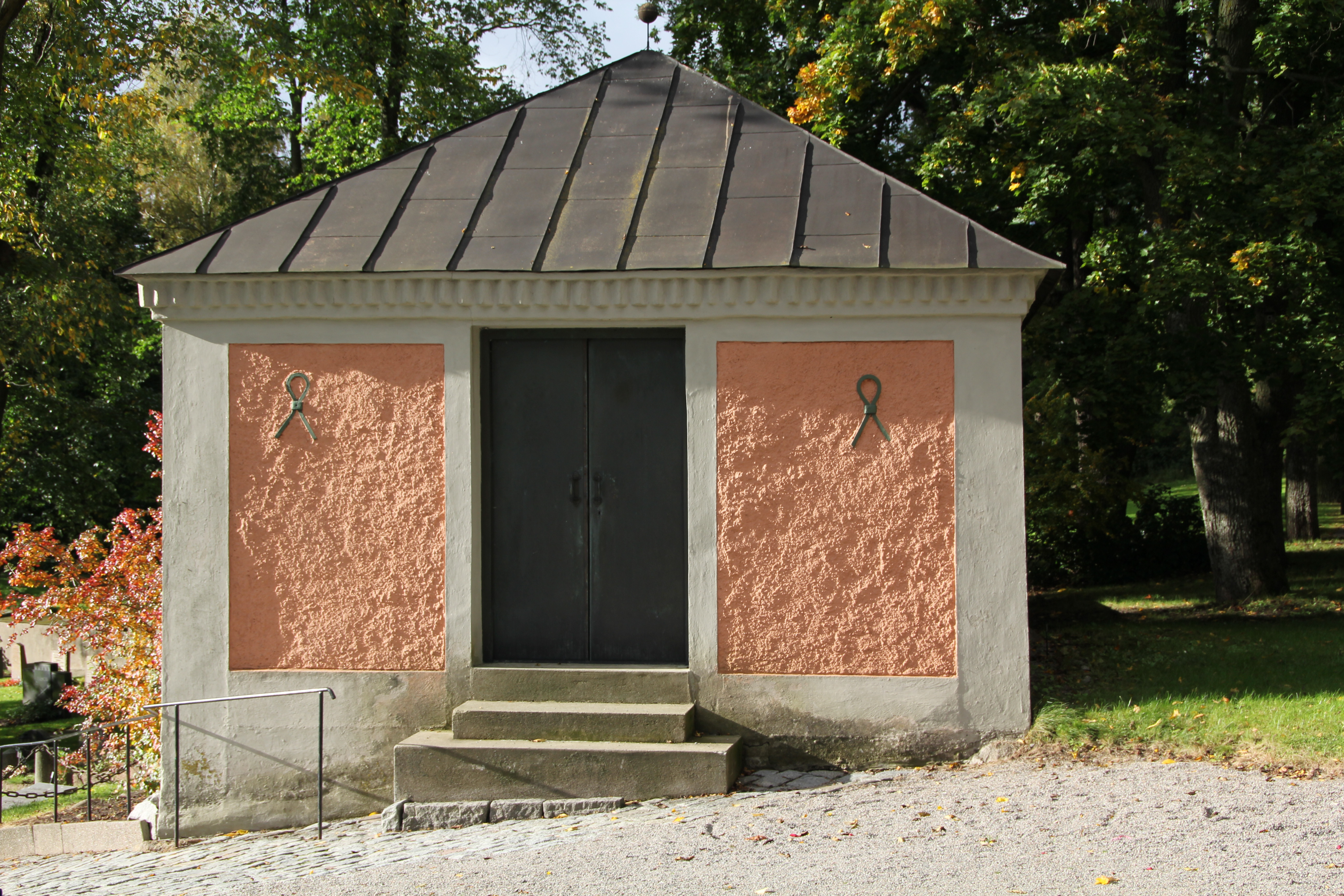
Lagerbielkeska gravkoret Brännkyrka kyrka

Lagerbielke var sedan 1775 gift med Ulrika Gustafva Ehrenhoff. I äktenskapet föddes sönerna Gustaf och Johan Lagerbielke.